# Gildemeister
Gildemeister AG является крупнейшим производителем станков в Германии и во всём мире, ведущим производителем токарных и фрезерных станков под управлением ЧПУ. Компания основана в Билефельде.
16 ноября 2011 года, в России председатель правления компании Gildemeister AG Рюдигер Капица и губернатор Ульяновской области Сергей Морозов подписали соглашение о строительстве станкостроительного завода Gildemeister AG в России.
Примерно с 2009 года Deckel-Maho-Gildemeister (DMG) начал стратегическое партнёрство с японской компанией Mori Seiki, создав организацию DMG-Mori Seiki. Две корпорации не слились полностью, но они обмениваются инженерными, маркетинговыми и другими ресурсами.
DMG Mori - бриллиантовый партнер движения WorldSkills